# Unterseeboot 625
L'Unterseeboot 625 ou U-625 est un sous-marin allemand (U-Boot) de type VIIC utilisé par la Kriegsmarine pendant la Seconde Guerre mondiale.
Le sous-marin est commandé le 15 août 1940 à Hambourg (Blohm & Voss), sa quille est posée le 28 juillet 1941, il est lancé le 15 avril 1942 et mis en service le 4 juin 1942, sous le commandement de l'Oberleutnant zur See Hans Benker.
Il coule dans l'Atlantique Nord, d'une attaque de l'aviation canadienne en mars 1944.

## Conception
Unterseeboot type VII, l'U-625 avait un déplacement de 769 tonnes en surface et 871 tonnes en plongée. Il avait une longueur totale de 67,10 m, un maître-bau de 6,20 m, une hauteur de 9,60 m et un tirant d'eau de 4,74 m. Le sous-marin était propulsé par deux hélices de 1,23 m, deux moteurs diesel Germaniawerft M6V 40/46 de 6 cylindres en ligne de 1400 cv à 470 tr/min, produisant un total de 2 060 à 2 350 kW en surface et de deux moteurs électriques BBC GG UB 720/8 de 375 cv à 295 tr/min, produisant un total 550 kW, en plongée. Le sous-marin avait une vitesse en surface de 17,7 nœuds (32,8 km/h) et une vitesse de 7,6 nœuds (14,1 km/h) en plongée. Immergé, il avait un rayon d'action de 80 milles marins (150 km) à 4 nœuds (7,4 km/h; 4,6 milles par heure) et pouvait atteindre une profondeur de 230 m. En surface son rayon d'action était de 8 500 milles nautiques (soit 15 700 km) à 10 nœuds (19 km/h). 
L'U-625 était équipé de cinq tubes lance-torpilles de 53,3 cm (quatre montés à l'avant et un à l'arrière) qui contenait quatorze torpilles. Il était équipé d'un canon de 8,8 cm SK C/35 (220 coups) et d'un canon antiaérien de 20 mm Flak. Il pouvait transporter 26 mines TMA ou 39 mines TMB. Son équipage comprenait 4 officiers et 40 à 56 sous-mariniers.

## Historique
Il suit sa période de formation et d'entrainement à la 8. Unterseebootsflottille jusqu'au 30 septembre 1942, il entre au combat dans la 3. Unterseebootsflottille puis respectivement dans la 11. Unterseebootsflottille, 13. Unterseebootsflottille et 1. Unterseebootsflottille. 
Sa première patrouille est précédée d'un court voyage de Kiel à Skjomenfjord. Elle commence le 4 novembre au départ de Skjomenfjord.
En août 1942, les Russes ordonnent à deux de leurs navires marchands se trouvant en Islande de rejoindre Arkhangelsk. Chacun navigue seul et sans escorte, avec un intervalle d'un jour entre les départs. Les deux arrivent en toute sécurité. En octobre 1942, il est décidé de renouveler l'expérience, avec sept navires britanniques, cinq américains et un russe, chacun indépendamment, sans escorte et avec un intervalle de 200 nautiques. Ils quittent Reykjavik pour Mourmansk entre le 29 octobre et le 2 novembre 1942. Par mesure de précaution, six chalutiers armés sont placés le long de l'itinéraire général et des sous-marins britanniques patrouillent dans le nord de l'île aux Ours. Sur les treize navires, quatre sont coulés, trois retournent en Islande, cinq arrivent en toute sécurité et un britannique s'échoue contre un récif au large du cap Sud (Spitzberg), peu après minuit le 5 novembre 1942. Le Chulmleigh est échoué dans le sud du Spitzberg, lorsqu'il est d'abord attaqué par un Ju 88 du II./KG 30, puis torpillé par l'U-625 et de nouveau bombardé par un Ju 88 du II./KG 30. Le bâtiment est complètement détruit. L'équipage abandonne le navire et se réfugie dans une partie isolée de l'île. Ils sont secourus seulement le 4 janvier par des hommes venant de la garnison de Barentsburg. Sur les cinquante-huit membres d'équipage, seuls treize ont survécu ; la plupart sont morts de froid et de gelures.
Le lendemain à 22 h 24, l'U-625 envoie par le fond un deuxième bâtiment, un autre cargo à vapeur britannique, au sud du Spitzberg. Il n'y a aucun survivant parmi les soixante membres de cet équipage.
Le 23 novembre 1942, l'U-625 attaque au sud du Spitzberg le convoi QP-15, parti le 17 novembre de la presqu'île de Kola pour le loch Ewe. Il lui lance une torpille à 1 h 18 et le cargo britannique coule à 1 h 45. Il n'y a aucun survivant parmi les cinquante-deux membres d'équipage. Le sous-marin rejoint Narvik après vingt-six jours en mer.
Ses quatre patrouilles de décembre 1942 à juin 1943 se sont déroulées dans les eaux du nord de la Norvège, sans aucun succès.
Le 12 juillet 1943, le sous-marin quitte Trondheim pour les eaux soviétiques. Le 20 juillet, l'U-625 mouille des mines dans le détroit de Iougor (côte arctique de la Sibérie). Cinq jours plus tard à 1 h 40 du matin, le chalutier armé soviétique T-904 coule en deux minutes après avoir heurté l'une de ces mines sous sa chaufferie. Dix membres d'équipage sur quarante-cinq meurent.
Le 7 août 1943, le sous-marin prend le départ d' Hammerfest en opération de guerre. Le 13 août 1943, l'U-625 mouille à nouveau des mines dans le détroit de Iougor. Le 25 août 1943, le chalutier armé soviétique ASO-1 Shkval coule immédiatement après avoir heurté deux de ces mines. Seuls cinq membres d'équipage sur cinquante-deux en réchappent
Le 15 novembre 1943, il patrouille dans l'Atlantique. L'U-625 est l'un des U-Boote qui se positionnent à l'ouest des îles Britanniques, en plongée, en attente de convois. Toutes ces recherches se révèlent infructueuses.
Le 2 janvier 1944 à 21 h 38, l'U-625 est repéré par un Liberator équipé de leigh light, du Sqn 224 piloté par le Flying officer E. Allen. Une attaque par des charges de profondeur tue le commandant et un homme d'équipage. L'U-625 ouvre le feu avec ses canons anti-aériens et touche l'avion, blessant l'opérateur radio. Le 1er officier de quart O. L. Sureth, prend le commandement de l'U-625 et le ramène à bon port le 6 janvier.
L'U-Boot, désormais sous le commandement de l'Oberleutnant zur See Siegfried Straub, quitte Brest le 29 février 1944 pour sa dixième et ultime patrouille. L'U-625 rejoint le groupe Preussen, dont les bateaux sont disposés séparément à l'ouest des îles Britanniques. Le 8 mars 1944, Siegfried Straub signale des ennuis avec les moteurs diesel et avec les appareils Wanze et Naxos.
Deux jours plus tard, l'U-625 est aperçu en surface dans l'ouest de l'Irlande par le Wellington HF 311, piloté par le Pilot officer E. M. O'Donnel, qui est abattu par les canonniers de l'U-625 et de l'U-741. Il est de nouveau repéré à 15 h 0 par un Sunderland du Sqn 422 (RCAF) piloté par le Flight lieutenant S. W. Butler qui escorte le convoi SC-154. Comme l'avion approche, l'U-Boot tire, mais ses obus tombent court. Quand l'U-625 plonge, le Sunderland lui lance six charges de profondeur. Le bateau refait surface, se déplaçant lentement dans un virage à droite. L'avion vole en cercle au-dessus de lui pendant plusieurs heures et son équipage constate l'abandon du bateau et son naufrage, à la position 52° 35′ N, 20° 19′ O. Des photos prises par des caméras à bord de l'avion montrent l'attaque, le naufrage du submersible et une vingtaine de marins à bord de dinghys. Ces photos, accrochées dans le bureau de Winston Churchill pendant la guerre[réf. nécessaire], sont la seule preuve qu'un U-Boot a été coulé par l'aviation canadienne durant la Seconde Guerre mondiale. 
Les cinquante-trois membres d'équipage meurent dans cette attaque : les sous-mariniers à bord des dinghys ne furent jamais retrouvés.

## Affectations
- 8. Unterseebootsflottille du 4 juin 1942 au 30 septembre 1942 (Période de formation).
- 3. Unterseebootsflottille du 1er octobre 1942 au 31 octobre 1942 (Unité combattante).
- 11. Unterseebootsflottille du 1er novembre 1942 au 31 mai 1943 (Unité combattante).
- 13. Unterseebootsflottille du 1er juin 1943 au 31 octobre 1943 (Unité combattante).
- 1. Unterseebootsflottille du 1er novembre 1943 au 10 mars 1944 (Unité combattante).

## Commandement
- Kapitänleutnant Hans Benker du 4 juin 1942 au 2 janvier 1944 † (Croix allemande).
- Oberleutnant zur See Kurt Sureth du 2 janvier 1944 au 25 janvier 1944.
- Oberleutnant zur See Siegfried Straub du 26 janvier 1944 au 10 mars 1944.

## Patrouilles
|       | Commandant             | Départ           | Départ       | Arrivée          | Arrivée      | Jours     | Succès   |
| ----- | ---------------------- | ---------------- | ------------ | ---------------- | ------------ | --------- | -------- |
|       | Oblt. Hans Benker      | 1er octobre 1942 | Kiel         | 8 octobre 1942   | Skjomenfjord | 8 jours   |          |
| 1     | Oblt. Hans Benker      | 4 novembre 1942  | Skjomenfjord | 29 novembre 1942 | Narvik       | 26 jours  | 18 751   |
|       | Oblt. Hans Benker      | 30 novembre 1942 | Narvik       | 2 décembre 1942  | Bergen       | 3 jours   |          |
|       | Oblt. Hans Benker      | 23 décembre 1942 | Bergen       | 25 décembre 1942 | Narvik       | 3 jours   |          |
| 2     | Oblt. Hans Benker      | 30 décembre 1942 | Narvik       | 6 février 1943   | Narvik       | 39 jours  |          |
|       | Kptlt. Hans Benker     | 7 février 1943   | Narvik       | 11 février 1943  | Bergen       | 5 jours   |          |
| 3     | Kptlt. Hans Benker     | 17 mars 1943     | Bergen       | 16 avril 1943    | Hammerfest   | 31 jours  |          |
| 4     | Kptlt. Hans Benker     | 26 avril 1943    | Hammerfest   | 31 mai 1943      | Narvik       | 36 jours  |          |
|       | Kptlt. Hans Benker     | 10 juin 1943     | Narvik       | 11 juin 1943     | Hammerfest   | 2 jours   |          |
| 5     | Kptlt. Hans Benker     | 21 juin 1943     | Hammerfest   | 28 juin 1943     | Narvik       | 8 jours   |          |
|       | Kptlt. Hans Benker     | 29 juin 1943     | Narvik       | 30 juin 1943     | Trondheim    | 2 jours   |          |
| 6     | Kptlt. Hans Benker     | 12 juillet 1943  | Trondheim    | 27 juillet 1943  | Narvik       | 16 jours  | 557      |
|       | Kptlt. Hans Benker     | 4 août 1943      | Narvik       | 5 août 1943      | Tromsö       | 2 jours   |          |
|       | Kptlt. Hans Benker     | 5 août 1943      | Tromsö       | 6 août 1943      | Hammerfest   | 2 jours   |          |
| 7     | Kptlt. Hans Benker     | 7 août 1943      | Hammerfest   | 20 août 1943     | Narvik       | 14 jours  | 572      |
|       | Kptlt. Hans Benker     | 21 août 1943     | Narvik       | 23 août 1943     | Trondheim    | 3 jours   |          |
| 8     | Kptlt. Hans Benker     | 4 novembre 1943  | Trondheim    | 8 novembre 1943  | Trondheim    | 5 jours   |          |
| 9     | Kptlt. Hans Benker     | 15 novembre 1943 | Trondheim    | 2 janvier 1944   | mort en mer  | 49 jours  |          |
|       | Oblt. Kurt Sureth      | 2 janvier 1944   | en mer       | 6 janvier 1944   | Brest        | 5 jours   |          |
| 10    | Oblt. Siegfried Straub | 29 février 1944  | Brest        | 10 mars 1944     | Coulé        | 11 jours  |          |
| Total | Total                  | Total            | Total        | Total            | Total        | 270 jours | 19 880 t |

Note : Oblt. = Oberleutnant zur See - Kptlt. = Kapitänleutnant

### OpérationsWolfpack
L'U-625 opéra avec les Rudeltaktik (meute de loups) durant sa carrière opérationnelle.
- Boreas (19-28 novembre 1942)
- Nordwind (24 janvier - 4 février 1943)
- Eisbär (27 mars - 15 avril 1943)
- Coronel (4-8 décembre 1943)
- Coronel 1 (8-14 décembre 1943)
- Coronel 2 (14-17 décembre 1943)
- Föhr (18-23 décembre 1943)
- Rügen 6 (23-28 décembre 1943)
- Preussen (7-10 mars 1944)

## Navires coulés
L'U-625 coula 3 navires marchands totalisant 18 751 tonneaux et 2 navires de guerre auxiliaires totalisant 1 129 tonneaux au cours des 10 patrouilles (270 jours en mer) qu'il effectua.
| Date             | Nom          | Nationalité       | Tonnage | Convoi | Fait         | Localisation         |
| ---------------- | ------------ | ----------------- | ------- | ------ | ------------ | -------------------- |
| 6 novembre 1942  | Chulmleigh   | Royaume-Uni       | 5 445   | -      | Coulé        | 76° 27′ N, 15° 50′ E |
| 6 novembre 1942  | Empire Sky   | Royaume-Uni       | 7 455   | -      | Coulé        | 76° 20′ N, 17° 30′ E |
| 23 novembre 1942 | Goolistan    | Royaume-Uni       | 5 851   | QP-15  | Coulé        | 75° 50′ N, 15° 45′ E |
| 25 juillet 1943  | T-904        | Marine soviétique | 557     | -      | Coulé (mine) | 69° 34′ N, 59° 56′ E |
| 25 août 1943     | ASO-1 Shkval | Marine soviétique | 572     | -      | Coulé (mine) | 69° 43′ N, 60° 34′ E |